# Bureau Central de Renseignements et d’Action
Das Bureau Central de Renseignements et d’Action (BCRA, deutsch Zentralbüro für Aufklärung und Aktion) war der Auslandsnachrichtendienst des Freien Frankreichs in London. Er existierte von 1940 bis 1943, während des Zweiten Weltkriegs.
Seit 1940 wechselte der Auslandsgeheimdienst mehrfach seinen Namen:
- ab 1940: Service de Renseignements (SR)
- ab 1941: Bureau Central de Renseignements et d’Action Militaire (BCRAM)
- ab 1942: Bureau Central de Renseignements et d’Action (BCRA)
- ab 1944: Direction générale des études et recherches (DGER)
- ab 1945: Service de documentation extérieure et de contre-espionnage (SDECE)
- ab 1982: Direction générale de la Sécurité extérieure (DGSE)

Der Nachrichtendienst koordinierte die weltweite Tätigkeit der Aufklärungs-, Abwehr-, Ausbruchs- und Aktionsnetze des France libre. Er wurde von André Dewavrin – alias „Oberst Passy“ – geleitet.